# Yūsuke Minagawa
Yūsuke Minagawa (jap. 皆川 佑介 Minagawa Yūsuke; ur. 9 października 1991 w Tokio) – japoński piłkarz, reprezentant kraju. Obecnie występuje w Sanfrecce Hiroszima.

## Kariera klubowa
Od 2014 roku gra w zespole Sanfrecce Hiroszima.

## Kariera reprezentacyjna
W reprezentacji Japonii zadebiutował w 2014.

## Statystyki
| Reprezentacja Japonii | Reprezentacja Japonii | Reprezentacja Japonii |
| Rok                   | Mecze                 | Gole                  |
| --------------------- | --------------------- | --------------------- |
| 2014                  | 1                     | 0                     |
| Razem                 | 1                     | 0                     |